# Бёрнс, Джейра
Джейра Бёрнс (англ. Jaira Burns; родилась 14 января 1997 года) — американская певица и автор песен. Свою музыкальную карьеру она начала с загрузки каверов на YouTube. Бернс дебютировала в 2017 году с синглом «Ugly», который был показан в рекламном ролике Beats Electronics и Balmain с Кайли Дженнер в главной роли. Затем она выпустила «Burn Slow», которая служит заглавной песней её дебютного мини-альбома, выпущенного в июле 2018 года.

## Ранняя жизнь
Jaira Burns выросла в Вандергрифте, штат Пенсильвания, но позже переехала в Лос-Анджелес. Jaira имеет греческое происхождение. Она начала петь в молодом возрасте, а в подростковом возрасте училась играть на гитаре.

## Музыка
| «Ugly»                                               | 2017 | —  | —  | —  | — | —  | — | —  | Сингл вне альбома |
| «Burn Slow»                                          | 2017 | —  | —  | —  | — | —  | — | —  | Burn Slow         |
| «High Rollin»                                        | 2017 | —  | —  | —  | — | —  | — | —  | Сингл вне альбома |
| «Okokok»                                             | 2018 | —  | —  | —  | — | —  | — | —  | Burn Slow         |
| «Sugarcoat»                                          | 2018 | —  | —  | —  | — | —  | — | —  | Burn Slow         |
| «Low Key in Love»                                    | 2018 | —  | —  | —  | — | —  | — | —  | Burn Slow         |
| «Pop/Stars» (with (G)I-dle and Madison Beer as K/DA) | 2018 | 30 | 30 | 39 | 6 | 82 | 4 | 75 | Сингл вне альбома |